# Axel Weüdelskolan
Axel Weüdelskolan är en gymnasieskola i Kalmar för kommunal vuxenutbildning inom Kalmarsunds Gymnasieförbund. Personen Axel Weüdel var aktiv inom arbetarrörelsen och levde mellan 1867 och 1945 och har gett skolan dess namn. Idag är skolan inrymd i vad som tidigare var Kalmar högskolas lokaler, Teknikum.

## Program
- Kommunal vuxenutbildning